# Volosivka, Zboriv
Volosivka (în ucraineană Волосівка) este un sat în comuna Iarcivți din raionul Zboriv, regiunea Ternopil, Ucraina.

## Demografie
Componența lingvistică a localității Volosivka
     Ucraineană (100%)
Conform recensământului din 2001, toată populația localității Volosivka era vorbitoare de ucraineană (100%).